# Ricky Nelson
Eric Hilliard (Ricky) Nelson (Teaneck (New Jersey), 8 mei 1940 - De Kalb (Texas), 31 december 1985) was een Amerikaans zanger.
Als kind trad hij op in de televisieserie "The Adventures of Ozzie & Harriet" van zijn ouders. Zijn vader, Ozzie Nelson, was orkestleider en zijn moeder, Harriet Hilliard, zangeres.
Hun zoon is een van de eerste tienersterren in Amerika. In 1957 nam hij zijn eerste plaat op, een cover van "I'm walkin'" van Fats Domino. In de jaren erna werd hij bijzonder populair: in eind jaren 50 - begin jaren 60 verkocht alleen Elvis Presley in de Verenigde Staten meer platen. Bekende hits van hem zijn "Hello Mary Lou", "Travelin' Man" en "Poor Little Fool".
Ricky Nelson werkte ook als acteur. In 1959 vertolkte hij een hoofdrol in de film "Rio Bravo" met John Wayne en Dean Martin. In de jaren 60 bleven successen uit, al bleef hij wel albums maken, waaronder Album Seven by Rick. Hij veranderde van muziekstijl en ging van de rock-'n-roll meer de countrykant op. Zijn fans waardeerden dit maar matig. Nelson schreef, over hun onwil hem nieuw repertoire te gunnen, het lied "Garden Party" (1972), dat prompt een hit werd. Twee jaar later volgde nog een bescheiden succes met Windfall.
In de jaren 70 en 80 raakte hij toch in vergetelheid, tot hij in 1985 met veel succes meedeed aan een serie golden oldie-concerten in Engeland. Dit leidde tot een soortgelijke tour door het zuiden van de Verenigde Staten. Tijdens deze tour kwam hij, op oudejaarsdag 1985, bij een vliegtuigongeluk in Texas om het leven. Hij werd 45 jaar oud.
De tweelingzonen van Ricky Nelson, Gunnar en Matthew, vormden later de popgroep Nelson, die in 1990 een nummer 1-hit had in Amerika: (Can't live without your) love and affection. Zijn dochter, Tracy Nelson, speelde mee in de serie Father Dowling Mysteries.
Voor de hit "Travelin' Man" uit 1961 heeft hij een promo-clip gemaakt, die te boek staat als allereerste video clip ooit gemaakt. (En dus niet Bohemian Rhapsody van Queen.) De promoclip bestaat uit de beelden van plaatsen/gebieden waarover in het nummer wordt gezongen.

## NPO Radio 2 Top 2000
| Nummer met noteringen in de NPO Radio 2 Top 2000 | '99 | '00 | '01  | '02  | '03 | '04  | '05  | '06  | '07  | '08  |
| ------------------------------------------------ | --- | --- | ---- | ---- | --- | ---- | ---- | ---- | ---- | ---- |
| Hello Mary Lou                                   | 780 | 949 | 1390 | 1685 | 640 | 1580 | 1545 | 1339 | 1622 | 1336 |

1. ↑  Een vetgedrukt getal geeft de hoogste notering aan.
2. ↑  Deze tabel is bijgewerkt tot en met de laatste editie (2024).